# Riddare

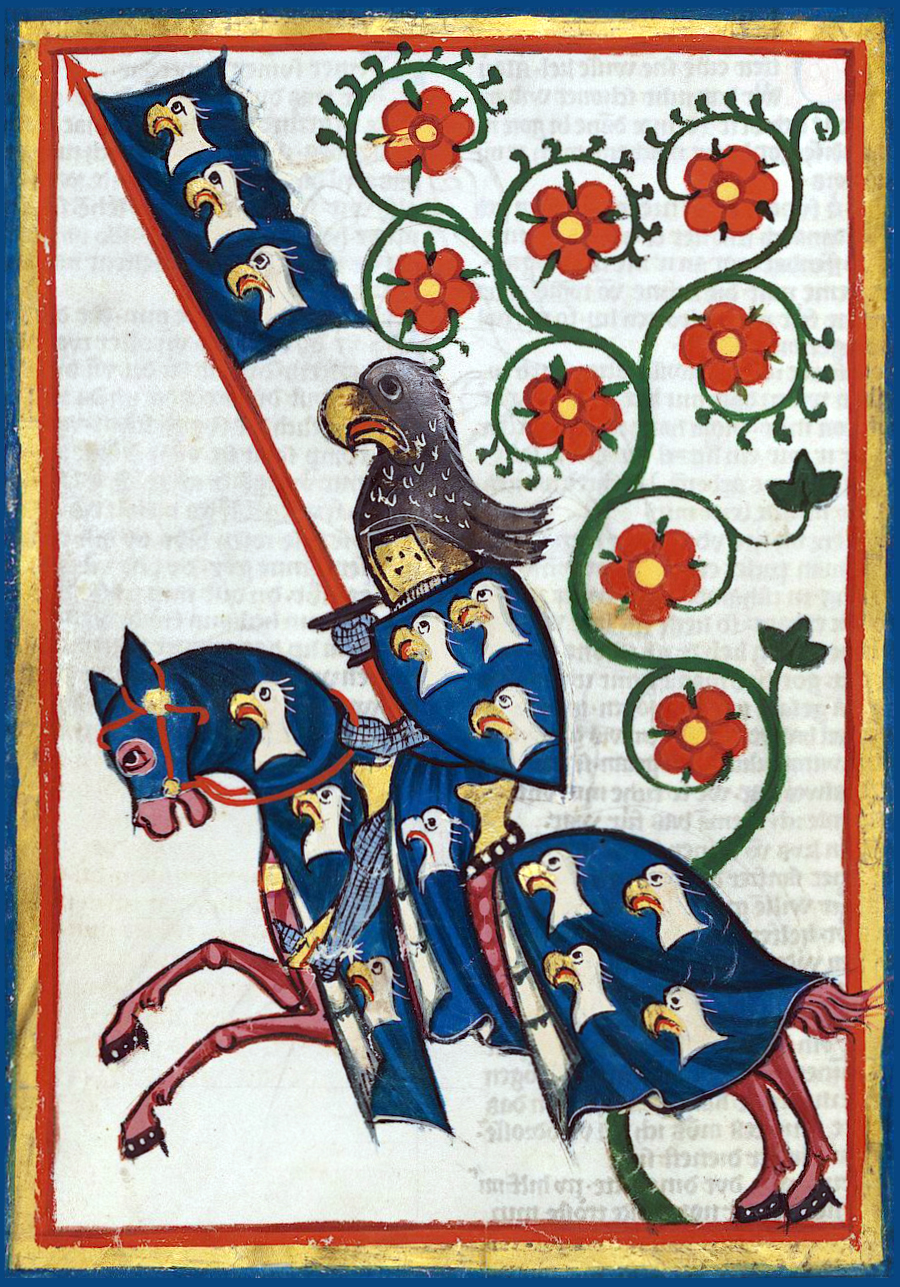
Riddaren Hermann von Aue avbildad i ett 1300-talsmanuskript

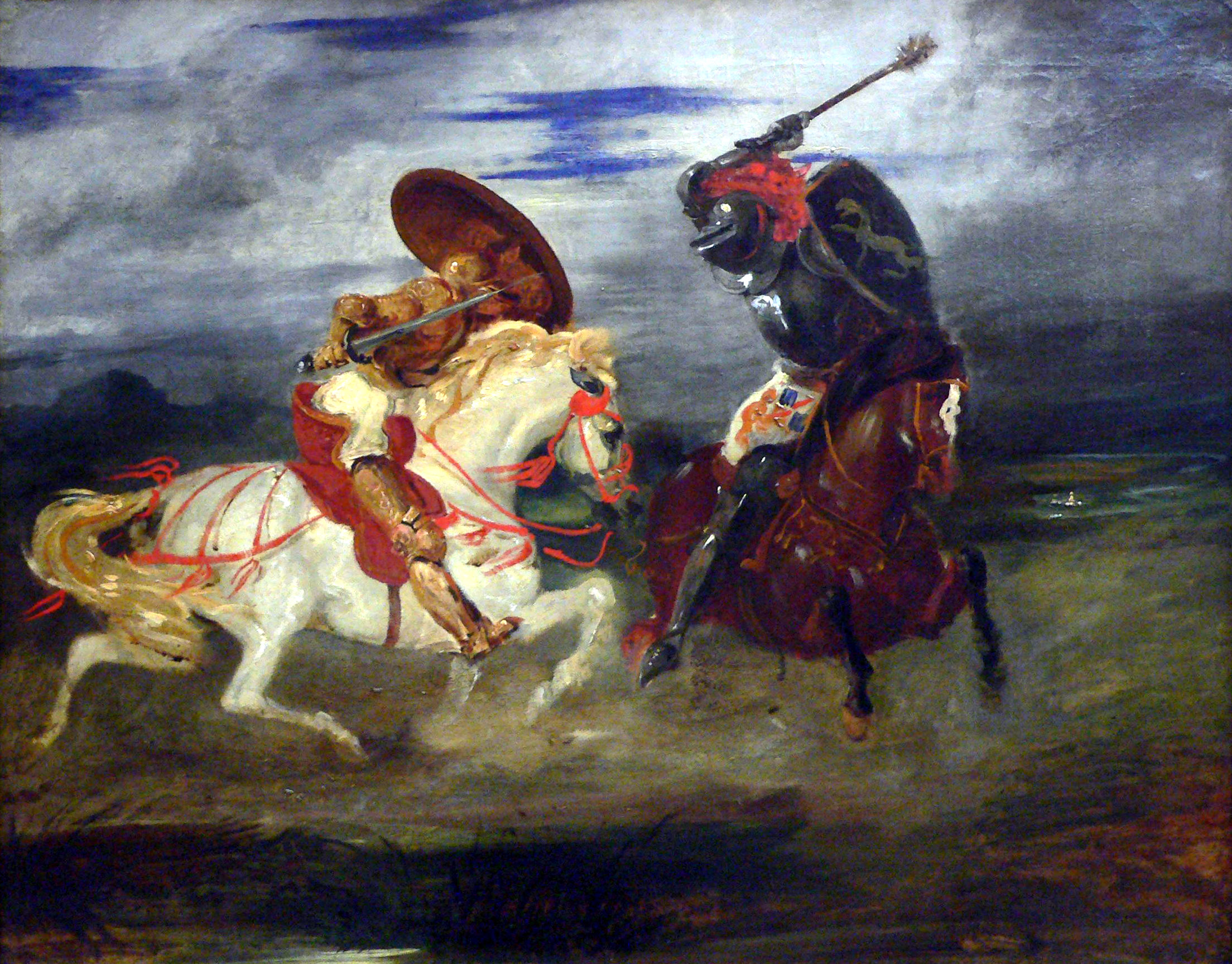
Två riddare duellerar. Av Eugène Delacroix 1825. Målningen hänger i Louvren.

Riddare (lat. miles) är ursprungligen en medeltida titel för en frälseman som fått riddarslaget. Under stora delar av medeltiden utgjorde riddarna en militär aristokratisk klass, med en kultur präglad av värderingar som höviskhet och tapperhet. Deras traditioner, som kristna riddarordnar och heraldik, levde vidare även efter att riddarnas militära betydelse minskat.

## Allmänt
Riddare är en översättning av det latinska ordet eques (pluralis equites), vilket ursprungligen var benämningen på en soldat som tjänstgjorde i kavalleriet i den romerska krigsmakten och senare på en medlem av riddarståndet (ordo equester), den näst högsta samhällsklassen efter senatsståndet (ordo senatorius) i det romerska riket (se vidare equites).
Under Europas medeltid kom ordet riddare att beteckna en aristokratisk krigarklass. Allt ifrån Karl den stores tid brukade adliga ynglingar dubbas till riddare, vanligtvis i samband med festligheter såsom kungliga kröningar eller bröllop. Den tungt beväpnade ryttarens militära överlägsenhet under äldre medeltid medförde särskilda privilegier i form av skattefrihet, förläning av gods och gårdar samt domsrätt över underlydande såsom ersättning för att stå till kungens förfogande med häst och rustning. Länsväsendet blev typiskt för medeltidens feodalism.

## Dubbning
Vissa adelssöner kunde från sju års ålder sändas till något hov som lärling (svenska: sven, tyska: junker, franska: page). Där fick de först lära sig att lyda och tjäna. De unga svennerna passade upp borgherren och borgfrun vid måltiderna, följde dem på ritter och jakter och lärde sig av dem att uppföra sig höviskt, ridderligt. Dagligen tränades de i ridning och krigskonster: att skjuta med båge, hantera lans, svärd och sköld. De hölls viga och spänstiga genom brottning, löpning, hoppning och klättring, för att kunna röra sig lätt i den tunga riddarrustningen. En och annan lärde sig även att spela luta och sjunga, men i övrigt var riddarna oftast ganska okunniga. När det kom till skrivkonsten var de vanligtvis inte särskilt skickliga. Många kunde inte ens skriva sina egna namn.
Ynglingen kunde, vanligtvis från 14 års ålder, som väpnare följa sin riddare i strid eller till tornerspel. Efter ytterligare prövotid kunde han, vanligtvis från 20 års ålder, dubbas till riddare. Det brukade ske i en högtidlig församling av riddare, högre präster och adelsdamer. Natten före fick ynglingen ofta vaka i en kyrka framför jungfru Marias bild. En berömd riddare lade under dubbningen flatsidan av svärdet på väpnarens axel efter att denne svurit riddareden om trohet gentemot en världslig och en andlig överhöghet. De lätta svärdsslagen på vardera axel symboliserade de sista slag en riddare får ta emot ohämnade. Andra riddare spände svärd vid hans sida, guldsporrar på hans fötter och räckte honom den tunga rustningen stycke för stycke. Ärofullast var det att "vinna sina sporrar" genom mandomsprov i strid och ta emot riddarslaget på själva slagfältet.
Ridderskapet förbehölls vanligen en ganska begränsad krets inom adeln, som därigenom fick en politisk och ekonomisk särställning. Kvinnor kunde inte dubbas till riddare. De kunde dock bli hedersmedlemmar i vissa riddarordnar som till exempel Johanniterorden.

## Riddarborgar
Riddarna ägnade sina liv åt strid, men mycket av deras stridande var inbördes fejder. För att känna sig trygga i sådana oroliga tider byggde de starkt befästa borgar som bostäder. Borgarna omgavs av vallgravar och murar och var späckade med torn. Redan valet av plats för borgen var strategiskt från försvarssynpunkt. Antingen byggdes borgen uppe på en klippa eller brant höjd, eller så omgavs den av vatten. En enkel lösning var att bygga borgen på en holme ute i en sjö.
För att uppnå den trygghetskänsla som borgen erbjöd var invånarna tvungna att offra mycket av hemtrevnaden. De massiva murarna gav borgens inre en tung och dyster atmosfär. Rummen fick aldrig fullt dagsljus genom fönsteröppningarna, som gjordes små och glesa med försvaret i åtanke. Luften var kvav och kall. En annan aspekt som inte var särskilt trivsam var "hemligheten", som var den dåtida termen för borgens avloppssystem. Av säkerhetsskäl var det nödvändigt att ha avloppssystemet inom själva borgen, och det enklaste sättet att lösa det var att ha en stor kloak mitt i byggnaden. Detta dolde det obehagliga för ögonen, men det var desto mer påtagligt för luktsinnet.
Borgens starkaste del och den sista tillflykten för de försvarande var huvudtornet. Ingångsdörren till tornet låg oftast på ett sådant sätt att man var tvungen att placera en hög stege där för att kunna komma in. Ett sådant medeltidstorn, som har bevarats ända till vår tid, är Helsingborgs kärna. Om borgen blivit intagen fanns oftast ännu en möjlighet för dess invånare att rädda sig. Från de flesta borgar fanns hemliga gångar under marken som ledde ut i det fria. Genom dolda utrymmen och hemliga trappor, som ibland var sinnrikt dolda i ihåliga pelare, kunde man ta sig in i dessa hemliga gångar. Självklart var det av yttersta vikt för slottsherren att undanhålla dessa hemligheter för obehöriga. En person som hemligheten dock omöjligen kunde döljas för var byggmästaren. Det förklarar varför man ofta använde sig av utländska byggmästare som reste sin väg så snart borgen var färdigställd. Ett ännu säkrare sätt att bevara hemligheten var att döda byggmästaren när arbetet var klart, och medeltida berättelser omtalar flera sådana händelser.

## Historik
Under den tidiga germanska tiden fanns ännu inget särskilt krigarstånd. Varje fri man var skyldig att göra krigstjänst. Den gamla hären utgjordes under det frankiska tidevarvet nästan helt och hållet av fottrupper, som uteslutande var beväpnade med svärd, sköld och stridsyxa. Men senare vidtogs, särskilt i Västfranken och till följd av striderna med de i ridkonsten skickliga morerna, en förändring i den militära taktiken som innebar att härens tyngdpunkt förlades till rytteriet. I samband med detta fick länssystemet ökad betydelse och genombröt statsorganisationen inom härväsendet i det att kungen förlorade den omedelbara överhögheten över allt krigsmanskap som trätt i länsförhållande till en storman. Kungen måste hädanefter uppbåda sina egna vasaller och de allt färre fria män som inte stod i något länsförhållande; de övriga följde sina länsherrar (seniorer) i fält. Av dessa läntagare och av ursprungligen ofria element, som av sina herrar försågs med häst och ridderlig utrustning och som följde dem på deras fälttåg, utvecklades ett självständigt krigarstånd, riddarståndet, som sedan korstågen utgjorde kärnan av hären.
Riddaren var tungt rustad med stålpansar och stålhjälm, armskenor, järnhandskar och lårstycken, och liksom han själv var även hans häst pansarklädd. Riddarens viktigaste angreppsvapen var lansen. Vid sidan av den bar han svärd och dolk, och sannolikt även stridsyxa och stridsklubba. Hans följe var lättare rustad med stormhuva och ett lätt harnesk och bar antingen svärd eller stridsyxa, dessutom ofta en kort lans eller ett kastspjut.

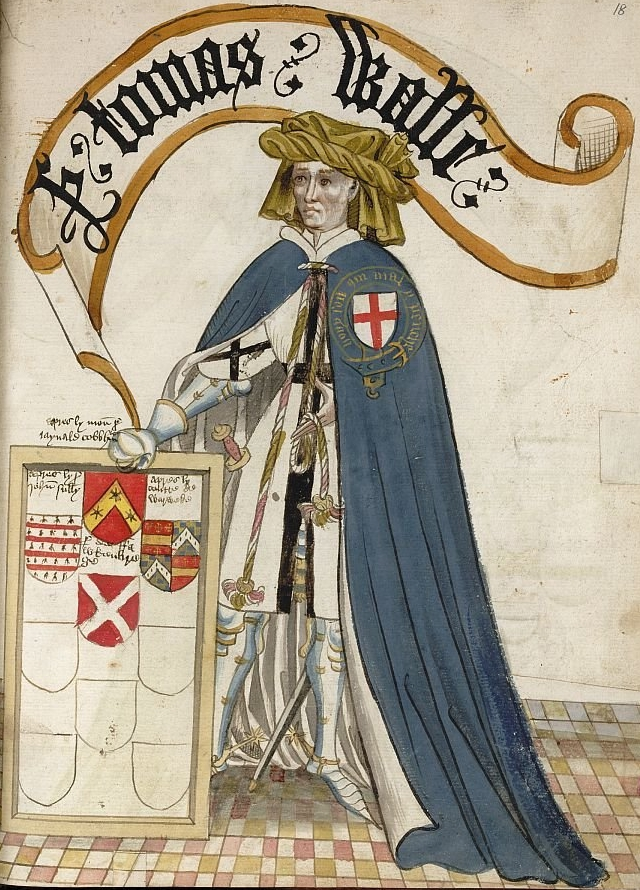
Sir Thomas Walle, riddare av Strumpebandsorden.

Riddaridealen bidrog till högmedeltidens kulturblomstring och livsstilens förfining. På riddarborgar utvecklades ett lysande sällskapsliv i bjärt kontrast till de livegna böndernas torftiga villkor. Det ordnades jaktutflykter, praktfulla turneringar, fester med dans och sång av kringresande trubadurer. Inom litteraturen hyllades riddarnas dygder såsom tapperhet, höviskhet gentemot kvinnor och ädelmod. På sina håll, till exempel i Provence, blomstrade en lyrisk diktning med erotiska motiv. Trubadurer (ordet, med occitanskt ursprung, härstammar från denna tid) besjöng riddarens hyllning av en dam vars ära var riddarens plikt att försvara. Riddarlyriken utvecklades och fick efterhand ett starkt idealiserat drag i så kallade chanson de geste, till exempel Rolandssången, liksom i sagorna om kung Artur och riddarna av runda bordet vilka gav stoff till de bretonska riddarromanerna som Tristan och Isolde samt Erikskrönikan i Sverige. Detta riddarideal, vilket sällan hade någon motsvarighet i verkligheten, fortlever än idag i orden ridderlig, chevaleresk (från franska ordet chevalier för riddare) och kavaljer (från italienska ordet cavaliere för riddare).
På 700-talet började stigbygeln användas vilket möjliggjorde uppkomsten av tungt rustade ryttarhärar och införandet av riddarväsendet i de västeuropeiska kulturländerna. Riddarna ingick till en början inte i den franska högadeln ("nobiles") vilka stammade från karolingiska dynastin. I stället utgjordes de av en lågadlig krigarklass ("milites") vilka framför allt tjänstgjorde i högadelns borgargarnisoner. De två adelsgrupperna sammansmälte i slutet av 1100-talet och under 1200-talet genom att riddarna fick privilegier, byggde borgar och gifte in sig i högadeln. I samband med korstågen på 1100- och 1200-talen nådde riddarväsendet sin höjdpunkt och många korsriddare begav sig till det heliga landet för att erövra och försvara detta mot de "otrogna". Ett antal internationella andliga riddarordnar instiftades i samband med korstågen, till exempel Johanniterorden och Tempelherreorden. Tyska orden och Svärdsriddarorden i Livland fyllde samma ändamål vid Europas östgräns.
Riddarväsendets ställning försvagades under 1300- och 1400-talen då den rustningsklädde ryttarens roll i krig blev av mindre betydelse. Detta blev framför allt tydligt i hundraårskriget där engelska bågskyttar kunde besegra franska riddare i slagen vid Crécy 1346, Poitiers 1356 och Azincourt 1415. En annan viktig faktor till riddarväsendets nedgång och feodalismens avveckling var konsolideringen av kungamakten, uppkomsten av nationalstaten och borgerskapets i handelsstäderna tilltagande ekonomiska makt. Samtidigt upplevde dock riddarväsendet en kulturell blomstringstid under senmedeltiden. Riddarna blev i allt högre grad hovmän som fäste stor vikt vid heraldik, privilegier, ceremonier, festligheter och torneringar. Nya riddarordnar instiftades, till exempel engelska Strumpebandsorden 1348 och den burgundiska Gyllene Skinnets orden 1429. Riddarväsendet omformades samtidigt till ett ärftligt adelsstånd.
Numera används ordet riddare mest inom ordensväsendet och betecknar vanligen den högsta graden inom en orden.

## Riddarväsendet i Sverige

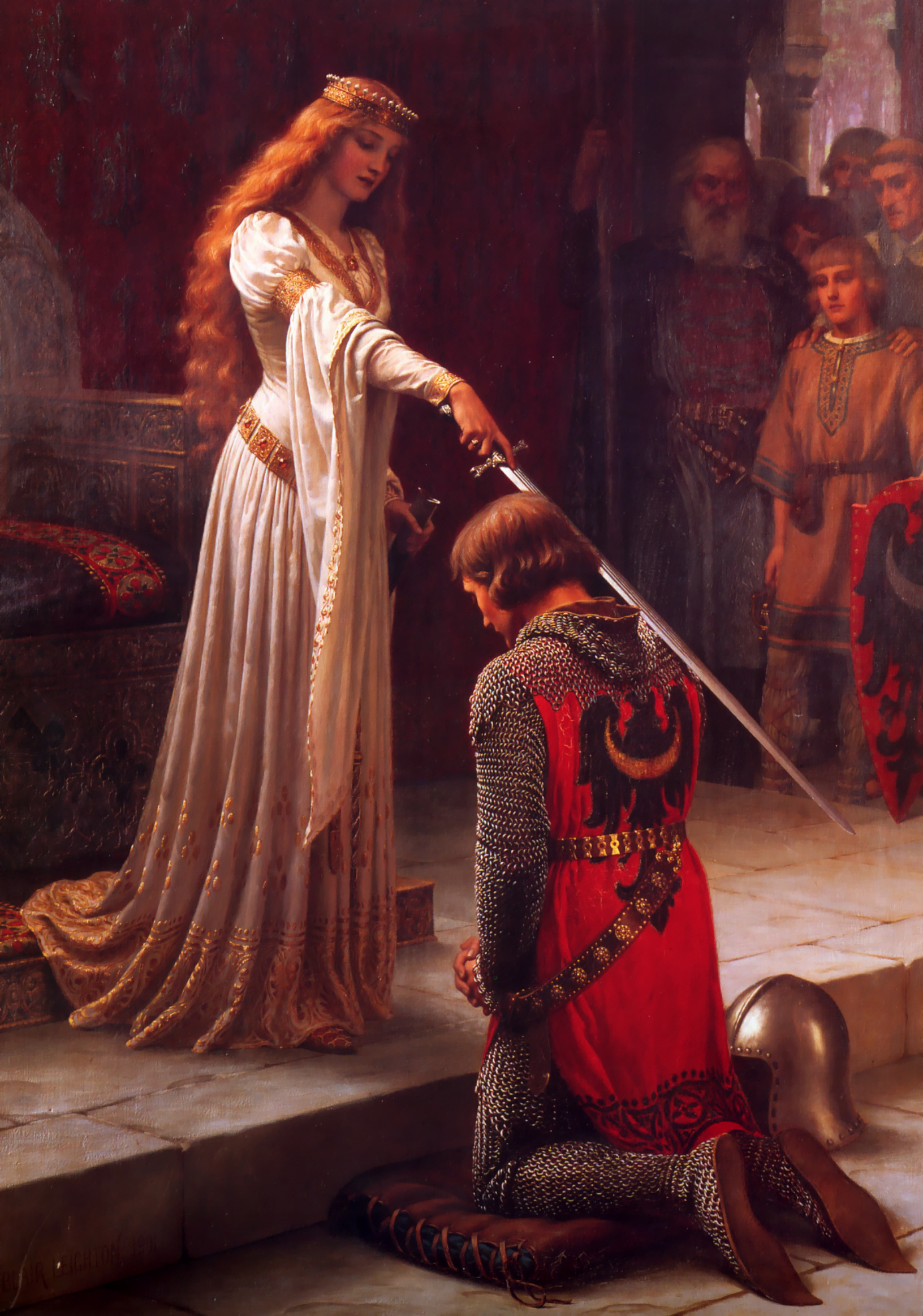
Dubbning till riddare, målning av Edmund Blair Leighton 1901.

Riddarväsendet kom till Sverige genom de kristna riddarordnarna (se Riddarordnar i Sverige).
En riddare kan i allmänhet skiljas från lägre frälse genom att han får ett "herr" (dominus) framför sitt namn i medeltida brev och en riddares hustru var den enda kategori av gifta kvinnor utanför kungahuset som kunde kallas "fru" (domina). I Sverige har bara kungen kunnat dubba riddare. Mycket har skrivits om unga hjältars dubbning till riddare efter blodiga slag. Vanligen skedde dock dubbningar i samband med kungakröningar, -bröllop och andra viktiga evenemang som samlade rikets elit hos kungen. Det största antalet personer som vid ett sådant tillfälle dubbats till riddare i Sverige är 133 personer som erhöll riddarslaget 1397 vid unionsmötet i Kalmar.
En förutsättning för riddarslaget var alltså att vederbörande var frälseman. I Alsnö stadga, utfärdad omkring år 1280, krävdes två saker för att bli frälseman: att man ägde jord och kunde ställa upp i krigstjänst med häst och ryttare (tung rusttjänst). Då blev man skattebefriad och kallades frälseman. I allmänhet titulerades man då i breven väpnare, eller sven av vapen (armiger), ibland också knape. En meriterad väpnare kunde få riddarslaget av kungen men också förvägras ett välförtjänt sådant om han föll i onåd. Det mest kända exemplet på det sistnämnda är drotsen Bo Jonsson (Grip) som aldrig blev slagen till riddare.
Det medeltida samhället krävde en jämn fördelning av herremän i bygderna för att upprätthålla administrationen liksom kontrollera befolkningen, något som den lokala medeltida riddaren eller svennen gjorde i samarbete med sina undervasaller, vanligen på de berörda orterna bosatta väpnare.
Men herremännen fick inte bli så mäktiga att de hotade kungens makt. Alsnö stadga preciserar hur många ryttare med häst ett följe fick bestå av för olika ämbetsmän. Ingen utom kungen fick rida med hundratals män i sitt följe. Kungamakten var vid denna tid fortfarande så svag att denna typ av begränsningar var nödvändiga av säkerhetsskäl. Rikets stormän ("nobiles regni") var tillsammans militärt betydligt starkare än kungamakten.
Riksråd (rådsherrar) utnämndes från riddarståndet (biskoparna var självskrivna). Fortfarande under senmedeltiden kunde en rik bonde ställa upp med en häst (under förutsättning att han accepterades som väpnare) och bli frälseman och åtminstone teoretiskt även bli riddare.
Riddare (lat. miles) är en personlig titel som medför, men inte nödvändigtvis förutsätter, adelskap. I det medeltida Sverige kunde endast kungen dubba en person till riddare, varför många högadliga personer förblev väpnare.

### Nutid
Den siste personen att slås (dubbas) till riddare i Sverige som inte blev riddare av en riddarorden var Georg Fleetwood 1632.
Med instiftande av Sveriges kungliga riddarordnar år 1748 påbörjades dubbning av riddare igen. Även om detta byggde på den äldre traditionen var detta dock något annat. Under 1800-talet blev det möjligt att anlägga de svenska kungliga riddarordnarna utan föregående dubbning.
Sedan 1975 kan en svensk medborgare inte längre upphöjas till riddare av den svenske kungen genom att bli upptagen i en av Sveriges kungliga riddarordnar, vilket utländska medborgare fortfarande kan bli. Möjligheten att dubbas till riddare kvarstår dock när det gäller frimurare som tillhör Svenska Frimurare Orden vilka efter erhållande av högsta graden kan dubbas till riddare av Carl XIII:s orden av kungen eftersom Carl XIII:s orden av tradition inte räknats till Kungl. Maj:ts orden utan är en personlig kunglig orden.
Genom att erhålla utländsk statsorden kan en svensk medborgare fortfarande bli riddare av en orden, men dubbning till riddare ingår normalt inte. Vissa officiella andliga riddarordnar utdelar fortfarande riddarslag i samband med antagning till riddare: inom det svenska ståthållarskapet av Heliga gravens orden har ett trettiotal svenska riddare mottagit riddarslag.